# Laas Geel
Laas Geel es un complejo de cuevas y refugios rocosos en Somalilandia, autoproclamada república independiente de facto que es reconocida internacionalmente como una región autónoma de Somalia. Famosa por sus pinturas rupestres, las cuevas se encuentran en una zona rural en las afueras de Hargeisa, y contienen algunas de las mejores pinturas rupestres conocidas en el Cuerno de África y en el continente africano en general. El arte en pintura rupestre en cuevas de Laas Geel se estima que se remonta a entre 9.000-8.000 y 3.000 años antes de Cristo.